# Di-ethyleentriamine
Di-ethyleentriamine (afgekort tot DETA) is een corrosieve organische verbinding met als brutoformule C4H13N3. Het is een kleurloze tot gele stroperige, hygroscopische en wateraantrekkende vloeistof met een kenmerkende geur. De oplossing in water is een sterke base.

## Toepassingen
De stof wordt gebruikt in de olie-industrie als oplosmiddel voor zwavelverbindingen en, samen met 1,1-dimethylhydrazine, als raketbrandstof. Verder doet di-ethyleentriamine dienst als tridentaat ligand.

## Toxicologie en veiligheid
De stof ontleedt bij verbranding met vorming van giftige en corrosieve gassen, waaronder stikstofoxiden. Di-ethyleentriamine reageert hevig met oxiderende stoffen, zuren (vooral met salpeterzuur) en allerhande organische stikstofverbindingen. Ze tast ook vele metalen aan in aanwezigheid van water.